# 王世平
王世平（1953年—），山东禹城人，汉族，中华人民共和国政治人物、第十一届全国人民代表大会解放军代表。
毕业于西南政法大学法学专业，是中共党员。担任四川省军区副司令员。2008年起担任全国人大代表。